# Parafia św. Józefa Oblubieńca w Jaworzynie Śląskiej
Parafia św. Józefa Oblubieńca Najświętszej Maryi Panny w Jaworzynie Śląskiej znajduje się w dekanacie żarowskim w diecezji świdnickiej. Była erygowana w 1897 r. Jej proboszczem jest ks. Marek Mielczarek. 

## Linki zewnętrzne

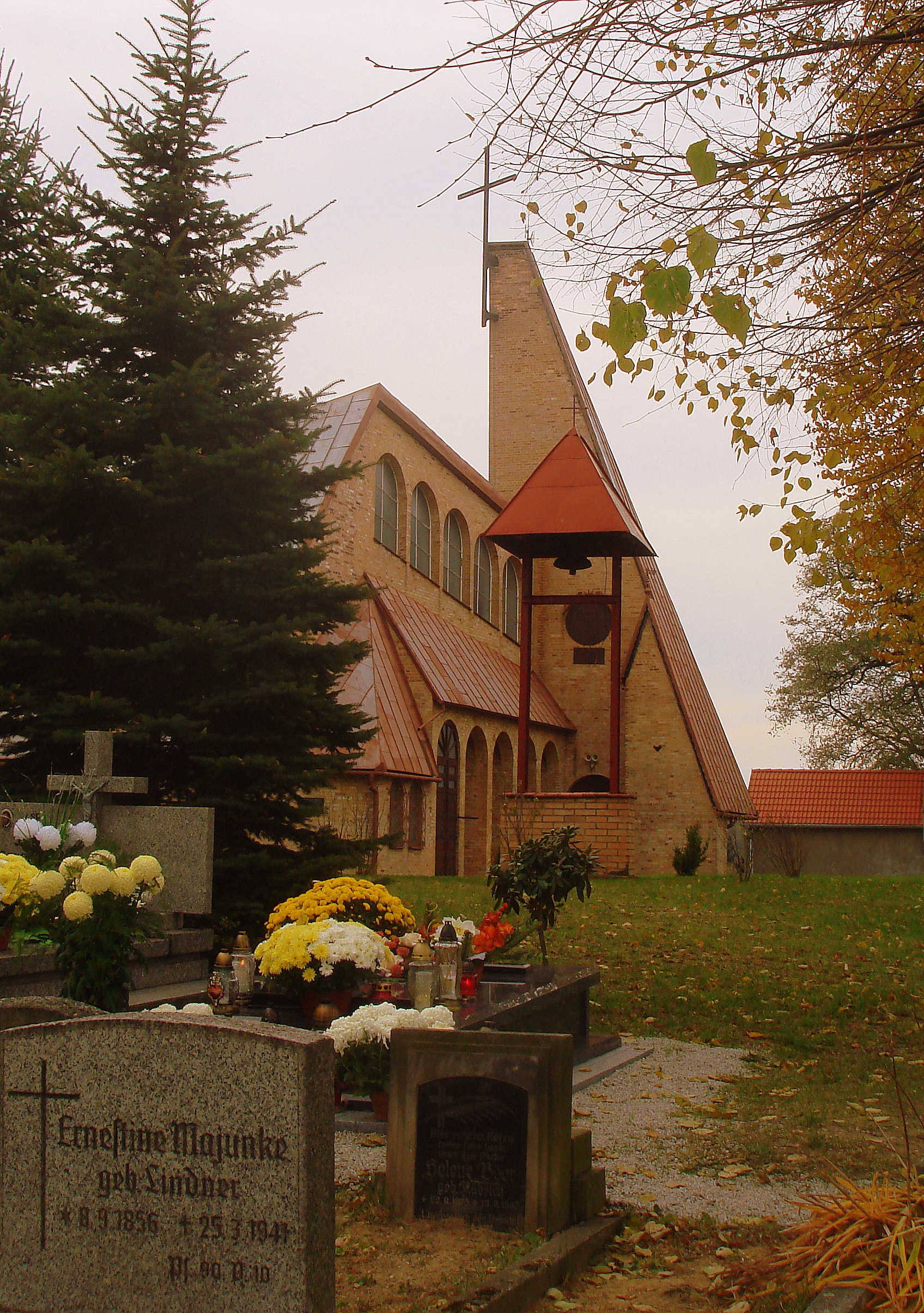
Kościół filialny pw. Matki Bożej Królowej Polski w Pasiecznej